# Madame Rasimi

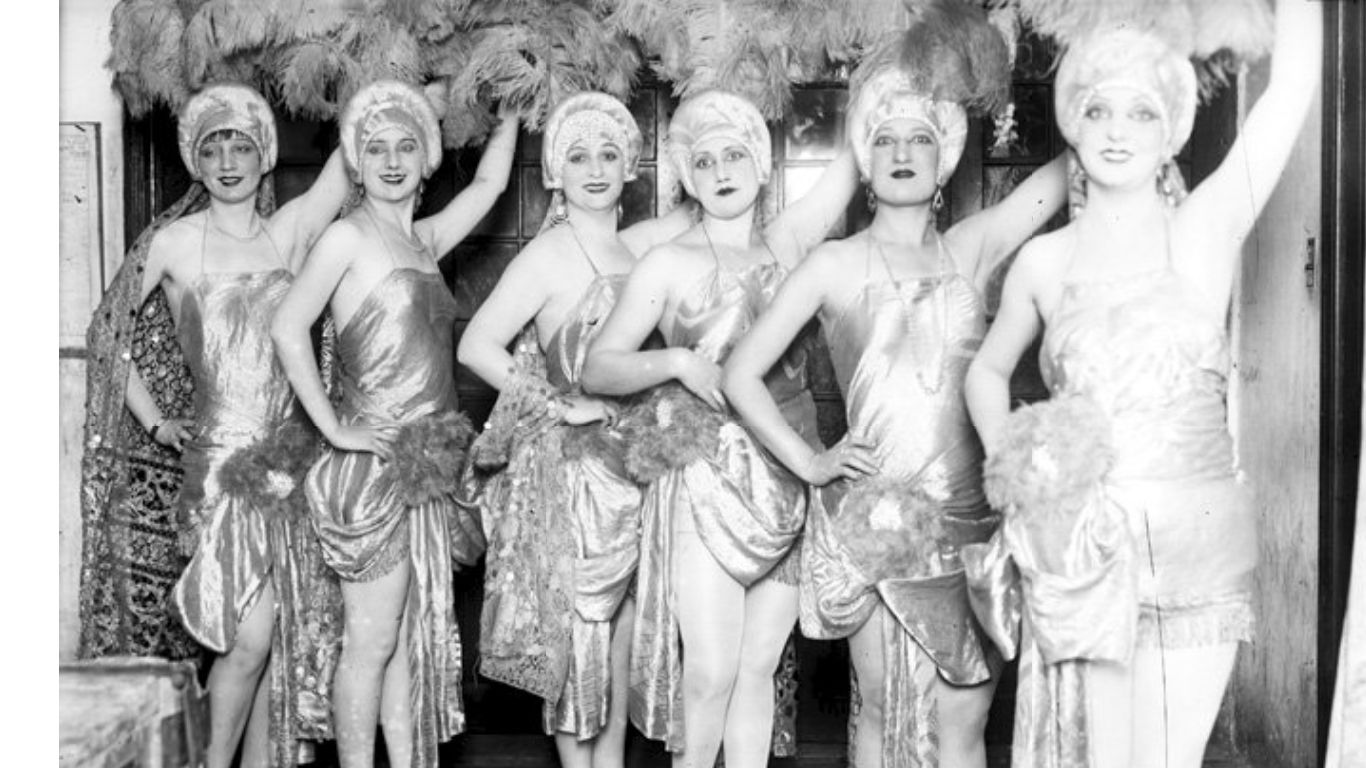
Showgirls de Madame Rasami, au Mexique vers 1920.

Bénédicte Bouteille dite Berthe Rasimi,, connue comme Madame Rasimi, née le 1er mars 1870 à Chazelles-sur-Lyon et morte le 15 janvier 1954 à Paris, est une créatrice de costumes et directrice de théâtre française.
Elle dirige, de 1910 à 1927, le Ba-Ta-Clan où elle lance la formule des revues à grands spectacles. Polaire, Colette, Raimu, Mistinguett, Maurice Chevalier, Gaby Deslys, Harry Pilcer, Yvonne Legeay, Marcelle Parisys, Marie Dubas et Cécile Sorel  y font leurs débuts. Chaque année depuis 1920 elle organise de longues tournées à l'étranger, aux États-Unis notamment et en Amérique du Sud,.

## Biographie
Elle ouvre un modeste atelier de couture, 79 rue de la République à Lyon et s'impose rapidement par son talent, mélange de bon goût et d'audace. En 1910, après son divorce d'avec l'homme d'affaires, Édouard Rasimi, elle se tourne vers le théâtre peu recommandable du Pavillon Chinois à Paris et le transforme en mythique Ba-Ta-Clan où elle lance la formule des revues à grands spectacles en y apportant l'art de la costumière,. Associée de la maison de couture Souplet et Rasimi, elle travaille avec les peintres et créateurs les plus marquants de son temps tels que Nathalie Gontcharova, Gran, Michel Larionov, Erté, Jean Marais, Freddy Wittop (en), Picabia, J. Renée Souef, Peynet, Georges Kugel Benda, entre autres.
En 1910, elle inaugure le nouveau Ba-Ta-Clan avec la revue, C'est ça ! de Félix Celval et Charley, avec 450 costumes et l'opérette Le Lieutenant Cupidon, de Celval et Charley, musique d'André Mauprey,,.
En 1913, elle présente la revue J'adore ça ! de Félix Celval et Charley, au New Middlesex Theatre à Londres, dont elle prend la direction. Elle engage Georges Carpentier pour jouer dans un sketch.
En 1914, elle rachète le théâtre de Paris à  Réjane et en 1915, elle prend la direction de La Cigale.
En 1917, elle dirige le théâtre Fémina où elle présente Mistinguett, Maurice Chevalier, Harry Baur, Lucien Baroux...
En 1917, elle crée la pièce L'Orient Merveilleux qui surprend dans le milieu du théâtre parisien par ses costumes et ses décors, réalisé par Erté.
En 1920, l'homme d'affaires Humberto Cairo (es) lui permet de passer au Teatro Ópera de Buenos-Aires, avec la troupe du Ba-Ta-Clan et ses belles choristes, offrant une série de spectacles sur les scènes de Buenos Aires qui provoque une grande sensation. Léon Volterra l'accompagne. Parmi les artistes les plus connus qui jouent dans son spectacle figurent Tita Merello, Carmen Lamas (es), Iris Marga (es), Consuelo Mayendia (es) et Nadiah Kaily, une danseuse indienne. Elle monte un adaptation abrégée du Bœuf sur le toit de Darius Milhaud pour le music-hall, qu'elle inclut dans la revue Ah oui !.
En 1922, en juin elle monte quatre revues de Roger Ferréol et José de Berys, au Teatro Ópera de Buenos-Aires,,  et donne les mêmes revues successivement à Montévidéo et au Theatro Lyrico Fluminense (en) de Rio de Janeiro : Paris Chic (6-14 août) ; Pour Vous Plaire (15-21 août) ; V'la Paris (22-29 août) ; et Au Revoir (30 août–3 septembre). Madame Rasimi a engagé le groupe Oito Batutas (en) pour jouer dans V'la Paris. Le Bœuf sur le toit est inclus dans Paris Chic. La presse brésilienne n'apprécie pas cette production du Bœuf, comme si la présence de la musique brésilienne transformait automatiquement le bar américain de l'époque de la prohibition, conçu par Cocteau, en un Botequim (en) brésilien de bas étage, ternissant l'image du Brésil. Madame Rasimi répond que Ba-Ta-Clan n'a jamais offensé ou ridiculisé le Brésil dans aucune de ses revues, que la pantomime ultramoderne Le Bœuf sur le toit parodie la loi d'interdiction américaine, et que ce sketch, déjà monté à New York, n'est pas offensant aux États-Unis non plus, mais il faut couper le sketch de Cocteau pour la représentation à Bahia. La tournée est un succès,,.
Linda Thelma (es), surnommée La Reine de la chanson créole, se produit au théâtre de Buenos Aires où elle porte sur scène un costume d'homme. Madame Rasimi l'emmène à Paris pour chanter des tangos au Moulin Rouge où elle triomphe et ses succès se poursuivent à Buenos Aires.
Le 14 avril 1923, elle embarque sa troupe à Bordeaux pour l'Argentine à bord du Massilia, 110 artistes, 3000 costumes, 550 m3 de décors. La tournée, qui débute le 5 mai en Argentine, passe en Uruguay, au Brésil, à La Havane, au Mexique et aux États-Unis. Elle monte là-bas quatre revues et quatre opérettes. Marcelle Parisys est la vedette de la première partie. Mistinguett et le chorégraphe Earl Leslie son partenaire « de scène et d'intimité » arrivent le 16 juin pour assurer la seconde partie,. Elle apparait sur scène avec Maurice Chevalier.
En 1924, elle monte à Londres La Danse des Libellules opérette de Franz Lehár, adaptée par Roger Ferréol et Max Eddy, avant de la donnée à Paris au Bataclan, le 15 mars, avec Maria Kouznetsova, Marthe Ferrare et Marie Dubas. Elle organise une tournée des capitales européennes.
En 1925, La troupe passe à l'Esperanza Iris Theatre à Mexico,, et engage sur place Florelle comme doublure de Mistinguett, et à ce titre meneuse de la revue Ça, c’est Paris, puis passe à La Havane au théâtre Payret,. Elle engage Le ballet Pavley-Oukrainsky pour venir danser à Paris,.
En 1926, la troupe passe au Teatro Dal Verme à Milan en avril. La tournée sud-américaine commence le 21 juillet à Rio de Janeiro au Brésil, elle présente ses spectacles au Theatro Lyrico Fluminense (en). Elle emmène avec elle un orchestre afro-américain, dont le chef est le percussionniste Gordon Stretton (en). Mettant en scène la revue C'est Paris, Madame Rasimi demande au batteur Carlos Blassifera ("Carlito") de former un combo de jazz qui accompagne la troupe lors de la tournée à São Paulo, Salvador et Recife,puis se rend ensuite à Paris.
En 1926, la tournée latino-américaine est un échec commercial, en proie à des insurrections locales et à d'autres obstacles imprévus. Madame Rasimi est contrainte d'abandonner son théâtre à Paris, qui est ensuite transformé en salle de cinéma en 1926 .
À partir de 1929, elle se consacre à la direction d'un immense atelier de costumes de théâtre boulevard Richard-Lenoir dénommé Les Costumes de Madame B. Rasimi, les bureaux sont 52 boulevard Voltaire et le magasin de costumes, 13 passage Saint-Pierre-Amelot et qui habille toutes les revues parisiennes, et dont elle s'occupe jusqu'en 1953.
En 1948, elle part pour présenter deux revues inédites à Mexico et à La Havane et en 1953, elle prépare le spectacle du théâtre Virginia Fábregas à Mexico.

## Influences
Madame Rasimi apporta dans la revue à grand spectacle l'art de la costumière, et si les résultats financiers n'ont pas toujours couronné ses efforts, elle porta au maximum le prestige des finals de revue bien choisis, et l'harmonie des coloris.
Elle enseignait, l'utilisation des ensembles et un certain bon goût dans la présentation. Des bataillons de filles authentiques qu'elle a fait venir, formées dans des écoles de corps de ballet traditionnelle, sont nées Les Filles de Buenos Aires, danseuses qui ont brûlé toutes les étapes du métier. Elles étaient présentés enveloppés de plumes, de strass, de sequins, ou de sous-vêtements minuscules et provocants. Les vêtements provocateurs insinuaient un mystérieux fétichisme dans le public, qui les préférait à la nudité totale à laquelle le cabaret les accoutumait.
Sa grande improvisation au Brésil a fait sensation car elle a conduit à une importante rénovation du modèle structurel du légendaire théâtre argentin, avec l'alternance de numéros musicaux humoristiques et de sketchs chorégraphiques qui le rapprochaient du music-hall , c'est-à-dire de fantaisie, anti-naturaliste, de métamorphose permanente et d'éblouissement visuel. Cela constituait quelque chose comme un sacrilège dans le théâtre de Roberto Cano .

## Vie privée
Elle épouse dans les dernières années du XIXe siècle, le propriétaire du casino de Lyon, Édouard Rasimi, dont elle utilise, même après leur divorce, le nom comme nom de scène. Elle collabore également avec lui au développement et aux affaires dudit casino, jusqu'à ce qu'il devienne le premier théâtre frivole de France. Lorsqu'ils se séparent, elle se rend à Paris où elle développe son importante carrière.
Ils ont deux fils, Antoine et Gabriel Rasimi qui épouse Missia en 1924.